# Petershain

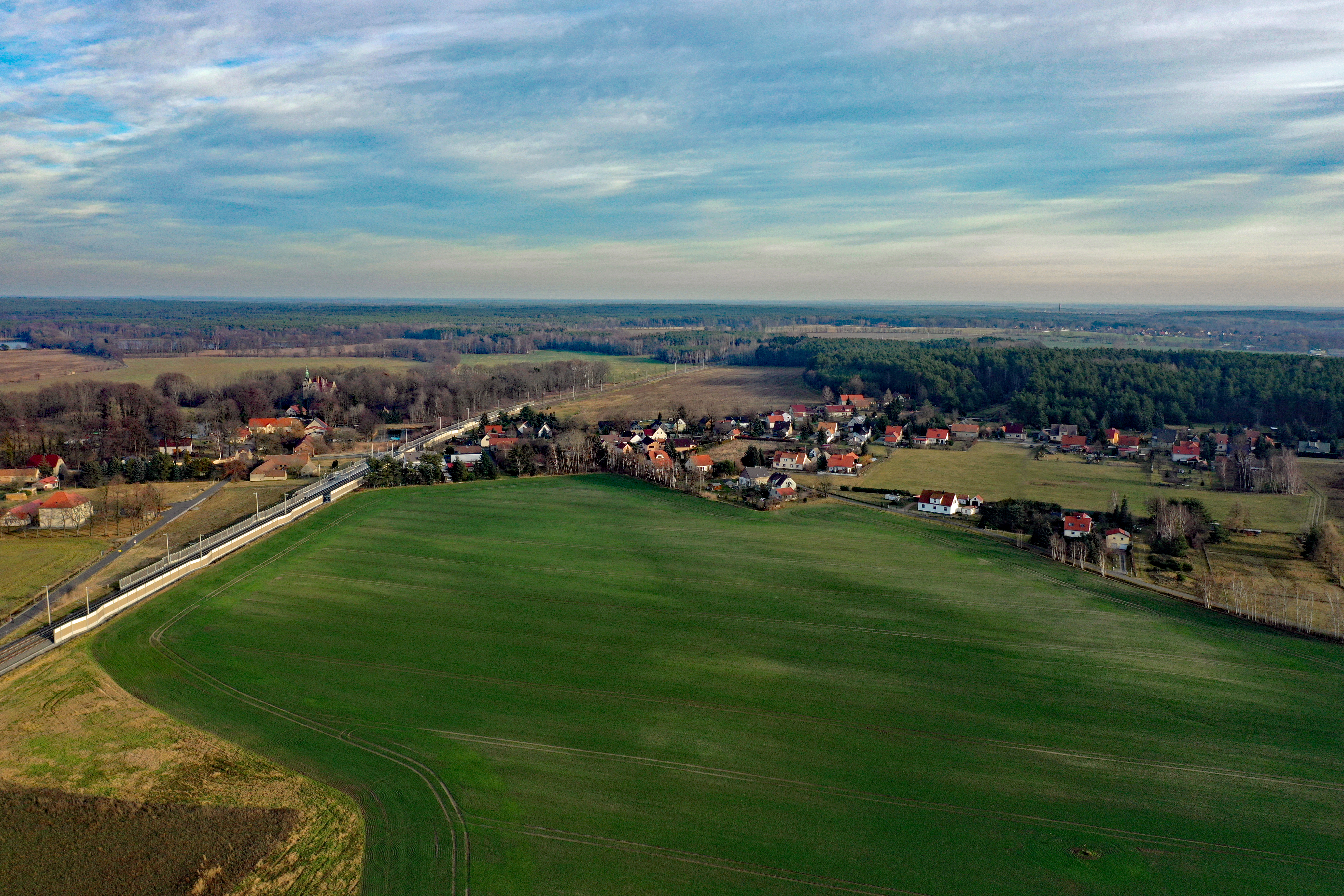
Luftbild 2020

Petershain, obersorbisch Hóznica, ist ein Ortsteil der Gemeinde Quitzdorf am See im sächsischen Landkreis Görlitz. Im Gegensatz zu den anderen Ortsteilen der Gemeinde liegen Petershain und dessen Nachbarort Horscha noch innerhalb des amtlich festgelegten sorbischen Siedlungsgebietes in der Oberlausitz.

## Geographie
Petershain liegt etwa sieben Kilometer westnordwestlich der ehemaligen Kreisstadt Niesky am östlichen Rand des Biosphärenreservates Oberlausitzer Heide- und Teichlandschaft. Etwa fünf Kilometer südlich von Petershain liegt der Stausee Quitzdorf.
Umgebende Ortschaften sind die Nieskyer Ortsteile Kosel mit Sandschenke im Nordosten sowie See mit Moholz im Südosten, die Quitzdorfer Ortsteile Sproitz im Süden und Horscha im Südwesten, Mücka und Neudorf im Westen sowie Kreba im Nordwesten.

## Geschichte
In der Gemarkung gefundene Gräberfelder belegen eine Siedlungstätigkeit in der Bronze- sowie Eisenzeit.
Urkundlich erstmals erwähnt wird Lorencz de Petirshain im Jahr 1387 in einem Görlitzer Stadtbuch. Die Siedlungsform als Waldhufendorf sowie der Name deuten auf eine deutsche Ortsgründung während der zweiten Phase der deutschen Ostsiedlung hin.
In den Jahren 1405 und 1416 quartierten Görlitzer Soldaten im Dorf. Ebenfalls schon Anfang des 15. Jahrhunderts bestand ein Herrensitz im Ort, der bis spätestens 1578 zum Rittergut ausgebaut wurde. Gegen Ende des 15. Jahrhunderts gelangte das Dorf in den Besitz der Herrschaft Baruth.
14 Petershainer Bauern waren 1540 an einem Bauernaufstand beteiligt. Neben Gefängnisstrafen wurde dafür auch eine Todesstrafe verhängt.
Wahrscheinlich Anfang des 16. Jahrhunderts wurde die Petershainer Kirche erbaut. Sie blieb bis 1843 eine Filialkirche von Kollm. Die kleinere der beiden Glocken trägt die Jahreszahl 1554.

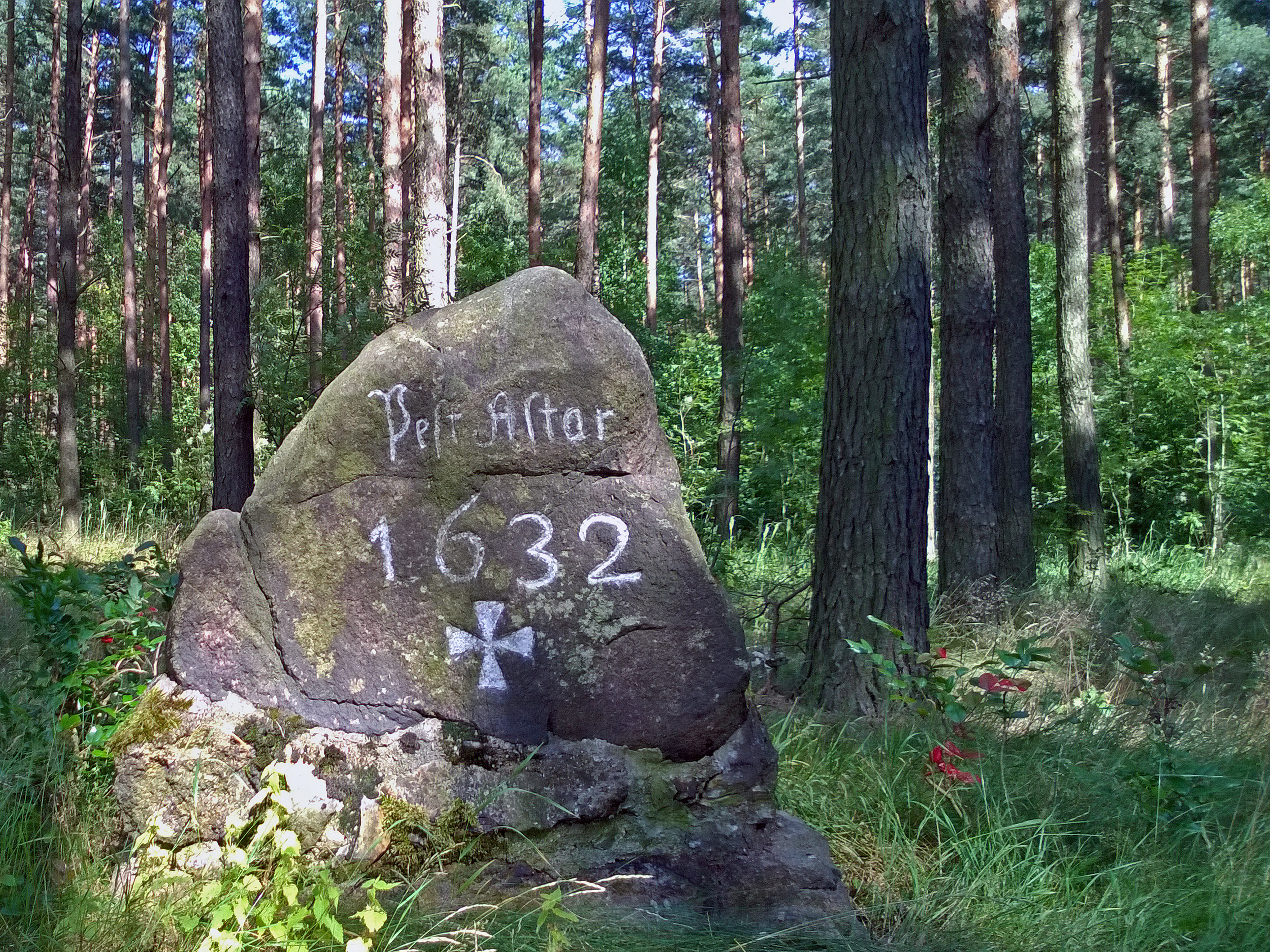
Pestaltar-Stein

An der Straße nach Sproitz befindet sich ein Stein mit der Jahreszahl 1632, der die Stelle markiert, an der im Pestjahr 1632 ein „Pestaltar“ für Predigten außerhalb der Kirchengebäude diente. Durch den Prager Frieden von 1635 erhielt das Kurfürstentum Sachsen noch während des Dreißigjährigen Krieges (1618–1648) die Lehnshoheit über die Markgraftümer Ober- und Niederlausitz. Zwei Jahre nach Kriegsende wurde auf dem Rittergut ein neues Herrenhaus erbaut, das heute Altes Schloss genannt wird.
Eine Schule bestand nachweislich 1740. In ihr wurden ab 1837 auch Kinder aus Horscha unterrichtet.
Infolge der Teilung des Königreiches Sachsen nach dem Wiener Kongress kam 1815 unter anderem den nordöstlichen Teil der Oberlausitz an Preußen. Im darauffolgenden Jahr wurde Petershain dem neu gegründeten Landkreis Rothenburg (Ob. Laus.) in der Provinz Schlesien zugeordnet.

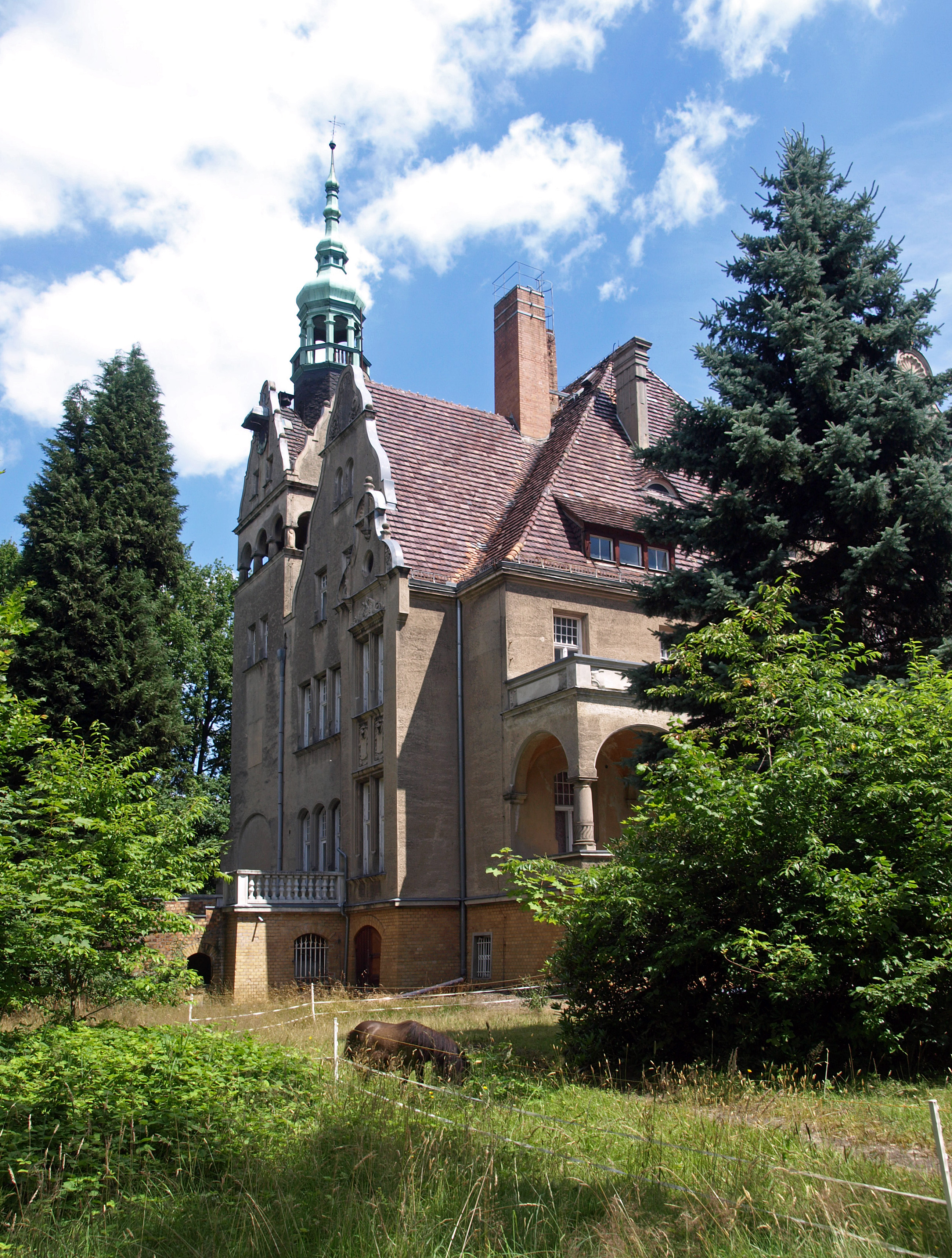
Neues Schloss

Anfang des 20. Jahrhunderts wurde ein neues Herrenhaus mit Jugendstil-Anklängen erbaut. Während der zwei Weltkriege konnten die beiden Kirchenglocken aufgrund ihres Alters vor der Ablieferung für Kriegszwecke bewahrt werden. Nach dem Zweiten Weltkrieg wurde Petershain durch die Verwaltungsreform von 1952 dem Kreis Niesky zugeordnet. Bereits zwei Jahre zuvor, am 1. Juli 1950, wurde Horscha eingemeindet.
Nachdem die Kirche von 1947 bis 1978 von einem eigenen Pfarrer betreut wurde, wird sie seitdem, wie schon von 1933 bis 1947, vom Pfarrer aus See pfarramtlich versorgt.
Am 1. März 1994 schlossen sich die Gemeinden Kollm und Sproitz zur Gemeinde Quitzdorf am See zusammen. Ihr schloss sich zum 1. Oktober 1995 Petershain an.

### Bevölkerungsentwicklung
| Jahr                           | Einwohner |
| ------------------------------ | --------- |
| 1825                           | 309       |
| 1863                           | 558       |
| 1871                           | 603       |
| 1885                           | 556       |
| 1905                           | 534       |
| 1925                           | 536       |
| 1939                           | 527       |
| 1946                           | 650       |
| 1950                           | 841       |
| 1964                           | 896       |
| 1971                           | 937       |
| 1988                           | 611       |
| 1990                           | 566       |
| 1994                           | 531       |
| 1999                           | 437       |
| 2002                           | 439       |
| 2014                           | 373       |
| kursiv: Petershain mit Horscha |           |

Bei der Landesexamination 1777 wurden für Petershain 7 besessene Mann, 16 Gärtner und 15 Häusler gemeldet.
Im 19. Jahrhundert verdoppelte sich die Einwohnerzahl von 309 im Jahr 1825 auf 603 im Jahr 1871. Die Bevölkerung war ursprünglich sorbisch. Noch 1863 waren 64 % der Einwohner Sorben, um 1880 ermittelte der sorbische Wissenschaftler Arnošt Muka fast genauso viele Sorben, jedoch lag ihr Anteil nur noch bei 60 % der Einwohner. Nach der Reichsgründung sank die Einwohnerzahl bis 1905 auf 534. Während sie 1925 nahezu unverändert bei 536 lag, war bis 1939 ein leichter Rückgang auf 527 zu verzeichnen.
Nach dem Kriegsende stieg die Zahl durch Flüchtlinge und Vertriebene aus den ehemaligen deutschen Ostgebieten auf 650 im Jahr 1946 an. Auch nach der Eingemeindung Horschas war ein weiterer Anstieg zu verzeichnen, der für nichtstädtische Gemeinden in dieser Region eher untypisch war. Von 841 Einwohnern im Jahr 1950 stieg die Zahl bis 1971 auf 937, danach setzte ein überdurchschnittlich starker Bevölkerungsrückgang ein, so dass 1990 noch 577 Einwohner amtlich registriert wurden. Bis zur Jahrtausendwende hatte sich die Zahl (in Bezug auf Petershain ohne Horscha) kaum noch verändert und lag 2002 bei 439.

### Ortsname
Urkundlich überlieferte Schreibweisen des Ortsnamens sind unter anderem Petershayn (um 1390), Petershein (1408), Petirshain (1416), Petershain (1490) und Petersshain (1542).
Der Namensbestandteil -hain als Kurzform von -hagen ist eines der typischen Grundwörter für Ortsnamen in Rodungsgebieten, Petershain ist dementsprechend die Rodungssiedlung eines Peter.
Der sorbische Name ist in Bezug auf die Orte des Altkreises Niesky bereits recht zeitig schriftlich überliefert. In einem Kirchbuch von Radibor wird 1684 z Hóznicze erwähnt, ein knappes Jahrhundert später schrieb Christian Knauthe 1767 den Namen Hosniza. Weitere Formen sind Hósniza und Hósenzy (1835) sowie Hóznica (1866 bei Pfuhl, 1885). Der Name beruht auf der altsorbischen Wort Gvozďnica zum Grundwort gozď, gvozď ‘Wald’, niedersorbisch gózd ‘trockener Wald’.

## Verkehr

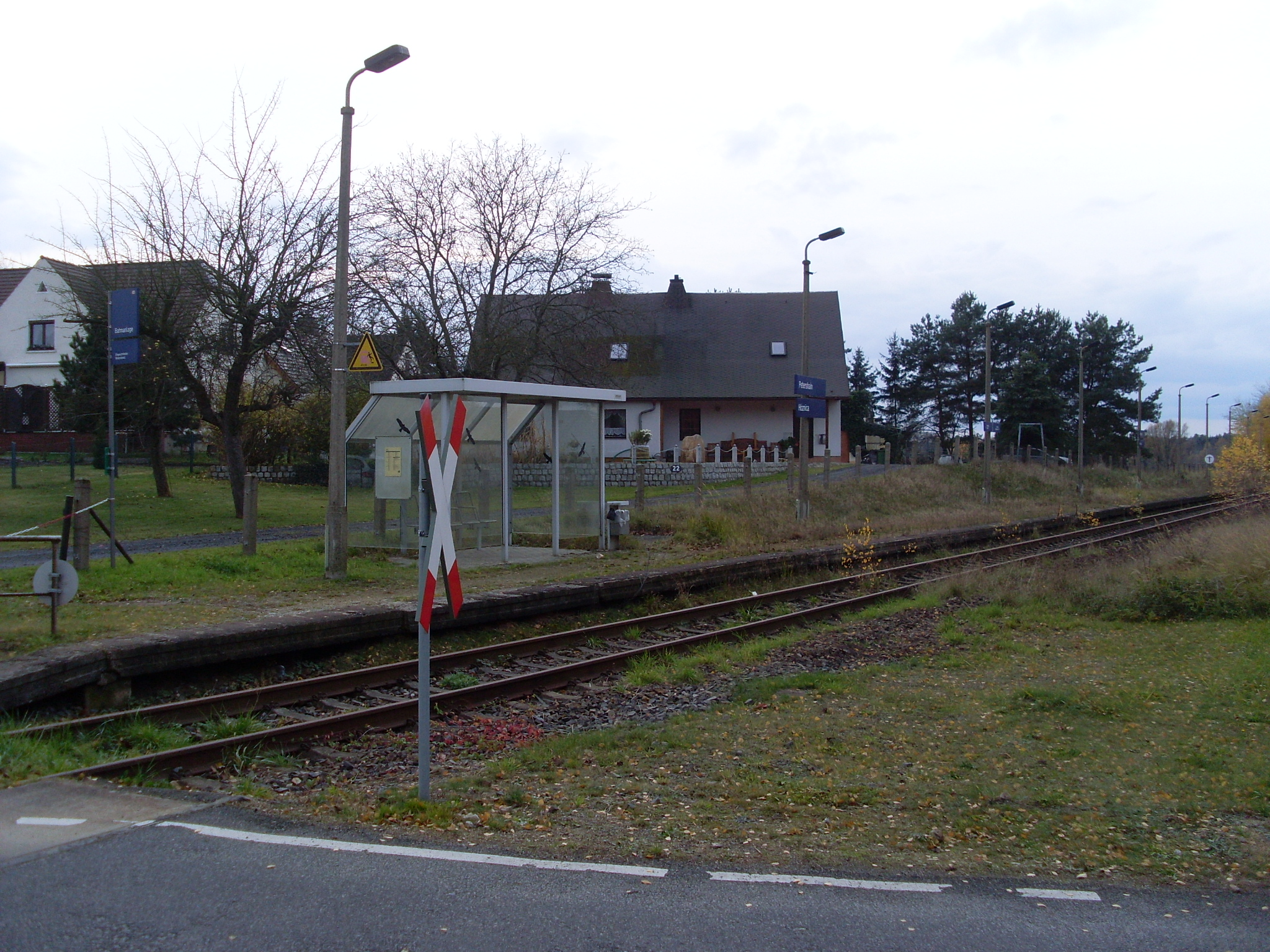
Haltepunkt Petershain
(im November 2015 vor dem Beginn des zweigleisigen Ausbaus und der Elektrifizierung der Bahnstrecke)

Nahe dem Bahnübergang der Dorfstraße über die Bahnstrecke Węgliniec–Roßlau befindet sich ein Haltepunkt, der im Schienenpersonennahverkehr alle zwei Stunden von der Linie Hoyerswerda–Niesky–Görlitz OE 64 (Seenland-Neisse-Shuttle) bedient wird.

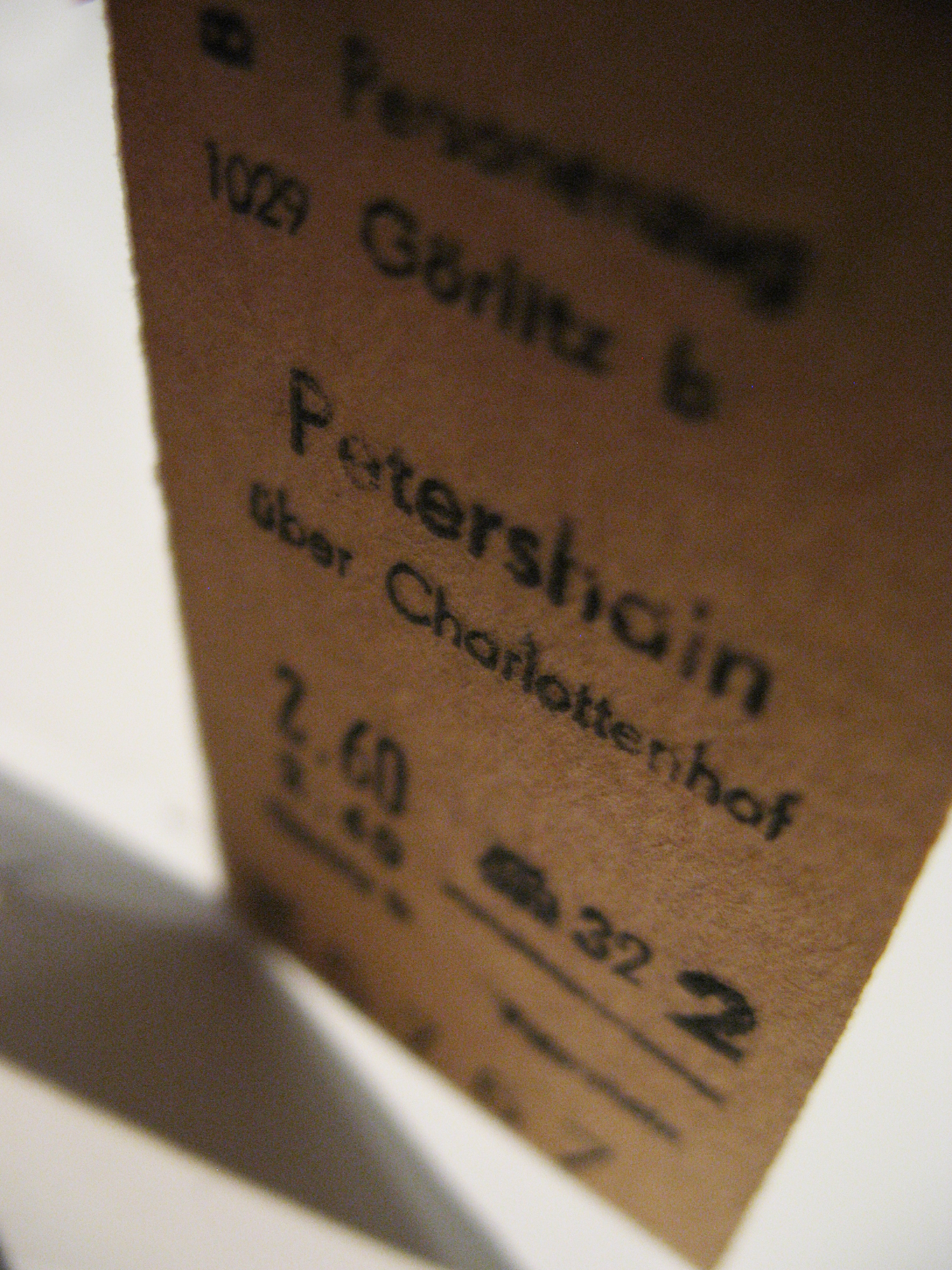
Fahrkarte der Deutschen Reichsbahn bis Petershain

Petershain liegt im Gebiet des Verkehrsverbunds Oberlausitz-Niederschlesien. Es bestehen keine regulären Busverbindungen zu den benachbarten Orten.